# Steudel-Werke
Die Steudel-Werke waren ein deutscher Hersteller von Automobilen und Motoren mit Sitz in der Auenstraße in Kamenz.

## Unternehmensgeschichte
Im Jahr 1895 von Horst Steudel (1872–1959) zunächst als Handwerksbetrieb für die Reparatur und später den Neubau von Fahrrädern der Marke Saturn gegründet, stellten sie ab 1904 eine Voiturette mit Einzylindermotor von De Dion-Bouton her. Eine Anzahl weiterer Automobile mit Einbaumotoren von Fafnir (inklusive des Omnimobils) und Aster entstanden bis 1907. So ist z. B. ein 16-PS-Sportwagen noch heute im Verkehrsmuseum Dresden zu besichtigen. Bis 1911 wurden elf Automobile in Handarbeit gefertigt, und zwar mit drei Gesellen und drei Lehrlingen in der Pulsnitzer Straße 18 in Kamenz.
Ab 1907 bis zum Ende der 1920er-Jahre produzierte Steudel auch zahlreiche Einbaumotoren für andere Fahrzeughersteller. Kunden waren z. B. die Kleinwagenhersteller Club, DKW, Hataz, Hildebrand, Kenter, Komet, Lindner, Lipsia, Minimus, Möck, Omikron, Schuricht und Wittekind, aber ab 1926 auch die Apoldaer Apollo-Werke AG. Im Jahr 1919 erwarb der Firmengründer in der Auenstraße in Kamenz ein großes Grundstück, auf dem ein Fabrikgebäude für die Motorrad- und Fahrradfabrik Horst Steudel errichtet wurde. Ab 1920 wurden auch Fahrräder mit Einzylinder-Hilfsmotor produziert, die sehr gut verkauft und bis nach Japan exportiert wurden. Kleine Motoren mit bis zu 2,5 PS wurden auch als Außenbordmotoren für Faltboote und andere kleine Wasserfahrzeuge produziert. In den Folgejahren wurden wassergekühlte Benzinmotoren mit 12, 16, 26 und 36 PS als Antriebe für Land- und Wasserfahrzeuge hergestellt und an 20 Automobilfabriken geliefert.
Besonders erfolgreich war der bei Steudel ursprünglich für schwere Motorräder konstruierte 4-Zylinder-V-Motor, der nach dem Zweitaktprinzip arbeitete. Jeder der zwei im Winkel von 90° zueinander stehenden Zylinderblöcke mit je zwei Zylindern war mit einer doppelt wirkenden Ladepumpe ausgestattet. Dieser Motor leistete 25 PS und wurde in großer Stückszahl in die DKW 4=8 Typ P25 (ab 1929) eingebaut. In der Zeit bis 1940 wurden Motoren dieser Bauart auch mit Leistungen von 22 bis 32 PS in weitere acht DKW-Typen eingebaut (insgesamt über 8.000 Stück).
Im Jahr 1940 übergab Horst Steudel aus Gesundheitsgründen die alleinige Leitung der Firma an seinen Sohn Arno Steudel (1907–1981), der an der Akademie für Technik in Chemnitz und anschließend an der TH Dresden Maschinenbau studiert und das TH-Studium im Jahr 1932 mit dem Grad Dipl.-Ing. abgeschlossen hatte. Danach trat er in die väterliche Firma ein, in der er schon vor dem Studium ein Jahr lang als Praktikant gearbeitet hatte. Arno Steudel konstruierte die ersten Dieselmotoren der Firma, die sich als sehr erfolgreich erwiesen und auch exportiert wurden, unter anderem als Schiffsantriebe. Zu dieser Zeit war die Zahl der Beschäftigten auf 80 angewachsen, zuzüglich mehrere Lehrlinge. Im Sommer 1945 wurden die Steudel-Motorenwerke auf Befehl der sowjetischen Besatzungsmacht demontiert und die Maschinen in die Sowjetunion verfrachtet. Das endgültige Aus kam im Jahr 1946, als die Firma zum Volkseigentum erklärt, d. h. entschädigungslos auf der Basis des Volksentscheids in Sachsen am 30. Juni 1946 enteignet wurde.